# Nazionale maschile di hockey su ghiaccio della Boemia
La nazionale di hockey su ghiaccio maschile della Boemia è stata la selezione maschile che ha rappresentato il Regno di Boemia nelle competizioni internazionali di hockey su ghiaccio durante la sua esistenza.
La squadra, in particolare, è esistita dal 1909 al 1914 e ha partecipato a quattro campionati europei, vincendone tre nelle edizioni 1911, 1912 (poi annullato) e 1914. Nel 1914 la squadra ha disputato l'ultima partita, prima di confluire nella nazionale cecoslovacca in seguito alla dissoluzione del Regno di Boemia e alla nascita della Prima Repubblica cecoslovacca.